# Cuco-das-montanhas
Cuco-montês ou cuco-das-montanhas (Cercococcyx montanus) é uma espécie de cucos da família Cuculidae.
Pode ser encontrada nos seguintes países: Burundi, República Democrática do Congo, Quénia, Malawi, Moçambique, Ruanda, Tanzânia, Uganda, Zâmbia e Zimbabwe.